# 노르웨이 U-15 축구 국가대표팀
노르웨이 U-15 축구 국가대표팀(노르웨이어: Norges G15-landslag i fotbal)은 노르웨이을 대표하는 15세 이하의 축구 국가대표팀으로, 노르웨이의 축구 관리 기관인 노르웨이 축구 협회의 관리를 받는다